# باراس، آلپ-دو-اوت-پرووانس
باراس (به فرانسوی: Barras) یک کمون در فرانسه است که در پروانس-آلپ-کوت دازور واقع شده‌است. باراس ۲۰٫۸ کیلومتر مربع مساحت و ۱۵۸ نفر جمعیت دارد و ۶۲۵ متر بالاتر از سطح دریا واقع شده‌است.